# Otto August Mankell
Otto August Mankell, även kallad OA Mankell, född  21 juli 1838 i Göteborg, död 26 juni 1885 på Lidingö, var en svensk arkitekt, litograf och illustratör. 

## Liv och verk
Mankell studerade vid Chalmerska slöjdskolan i Göteborg och vid Konstakademiens byggnadsskolor 1858–1863 samt under studieresor till Danmark, Tyskland och Ryssland. Han anställdes som arkitekt vid överintendentsämbetet 1867 och blev samma år tillförordnad lärare i perspektiv och skugglära vid Konstakademien där han senare blev agré 1868 och ordinarie lärare 1879. Han medverkade i Konstakademien utställningar 1868 och 1870. Mankell gjorde sig känd som tecknare av kulturhistoriska stadsvyer från Visby, Stockholm och Göteborg varav några utgavs som litografiska färgtryck. Han medverkade med reportage och teckningar med arkitekturmotiv i Ny illustrerad tidning och Svenska Familj-Journalen.;
Mankell studerade vid Chalmerska slöjdskolan i Göteborg och vid Konstakademiens byggnadsskolor 1858-1863. Han anställdes som arkitekt vid överintendentsämbetet 1867 och blev samma år tillförordnad lärare i perspektiv och skugglära vid Konstakademien där han senare blev agré 1868 och ordinarie lärare 1879. Han medverkade i Konstakademien utställningar 1868 och 1870. Han gjorde sig känd som tecknare av kulturhistoriska stadsvyer från Visby, Stockholm och Göteborg varav några utgavs som litografiska färgtryck. Han medverkade med reportage och teckningar med arkitekturmotiv i Ny illustrerad tidning och Svenska Familj-Journalen. På 1870-talet flyttade han till Lidingö, där han bodde till sin död. År 1882 företog han studieresor till Ryssland, Tyskland och Danmark för att studera arkitektur.
Mankell svarade för restaurering av ett femtiotal kyrkor runt om i landet och nybyggnader så som Högås kyrka och Örja kyrka. Han litograferade stora panoramautsikter över Stockholm, Göteborg och Visby. Till hans arbeten räknas även fyra stora planscher över svenska fältslag. Han gjorde även bilder till illustrerade tidningar, däribland Ny Illustrerad Tidning, där han 1871 tecknade en panoramabild över Hagaparken och dess planerade byggnader. 1873–1875 utgav han bildverket "Stockholm, akvarell-lithografier" och 1884 "Göteborg, 20 akvarell-lithografier".
Många av hans arbeten finns representerade på Nationalmuseum i Stockholm, Norrköpings konstmuseum, Värmlands museum, Stockholms stadsmuseum, Sjöhistoriska museet, Västergötlands museum, Marinmuseum, Järnvägsmuseet, Postmuseum, Upplandsmuseet, Malmö museum, Göteborgs stadsmuseum och på Göteborgs konstmuseum.
Släkten Mankell härstammar ursprungligen från Tyskland. Den svenska familjegrenen kom i början av 1800-talet till Sverige.  Otto August Mankells far, Wilhelm August Mankell, var född i Christiansfeld, Nordslesvig och kom på 1820-talet till Karlskrona. Därifrån flyttade han till Göteborg där han blev pianofabrikör och -reparatör. Hans mor hette Margareta Igelström. Otto August Mankell var ogift. Hans gravplats finns på Lidingö kyrkogård och hans gravsten bär inskriptionen "Vänner reste stenen".

## Byggnader och stadsvyer

### Göteborgsbilder

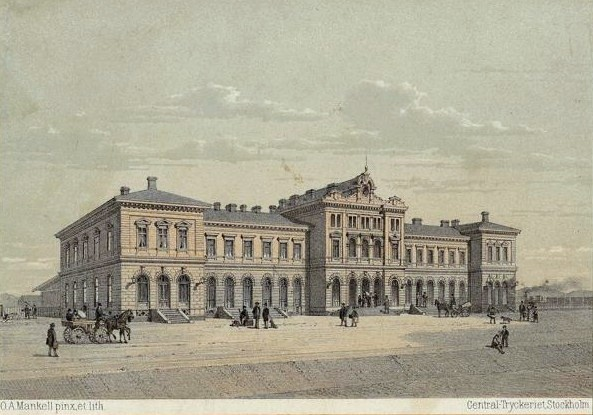
Bergslagsbanans stationshus i Göteborg
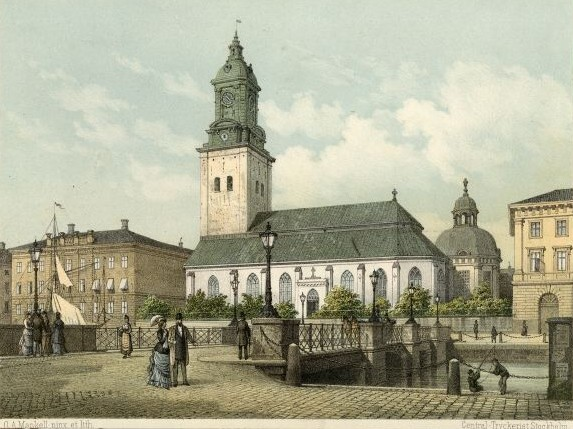
Tyska kyrkan i Göteborg
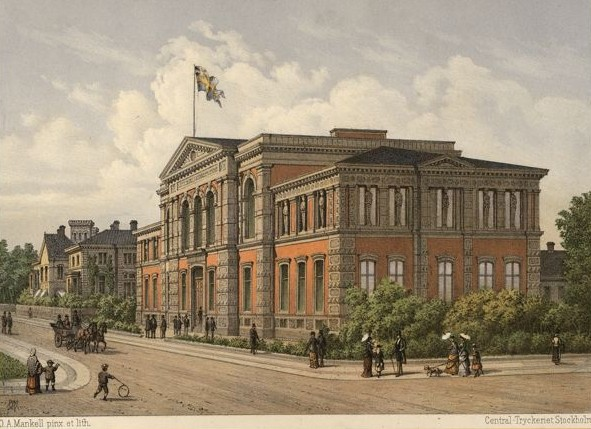
Handelsinstitutet i Göteborg
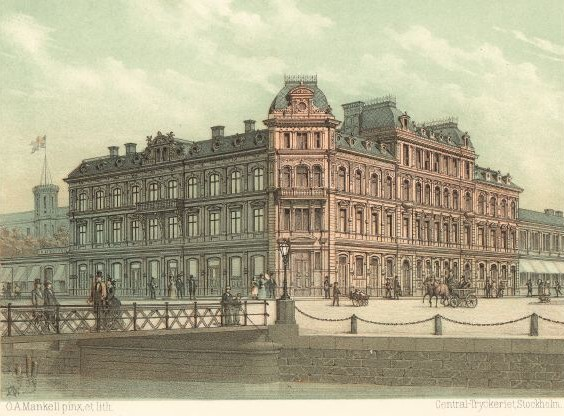
Hvitfeldtsplatsen i Göteborg

### Stockholmspanoramat
Till hans mest kända verk, som även uppmärksammades internationellt, hör hans stora, mycket detaljrika Stockholmspanorama från 1870–1871, som visar staden i ett 180 graders fågelperspektiv från en punkt högt över Riddarfjärden med vy mot ost. Sammanbindningsbanan hade just blivit invigd och finns med på Mankells illustration. Han tog även med en del framtida förändringar av Stockholm, exempelvis syns "Södra Uppfartsvägen" (numera Torkel Knutssonsgatan), som sprängdes fram först på 1890-talet. Perspektivet har vissa likheter med Heinrich Neuhaus panorama över Stockholm och det är möjligt att Mankell gjorde underlaget till Neuhaus' verk.
Stockholmspanoramats litografi utfördes av litografen Alexander Nay efter Mankells skisser och teckningar. Originalet förvaras på Kungliga Biblioteket i Stockholm.

### Delbilder från stockholmspanoramat

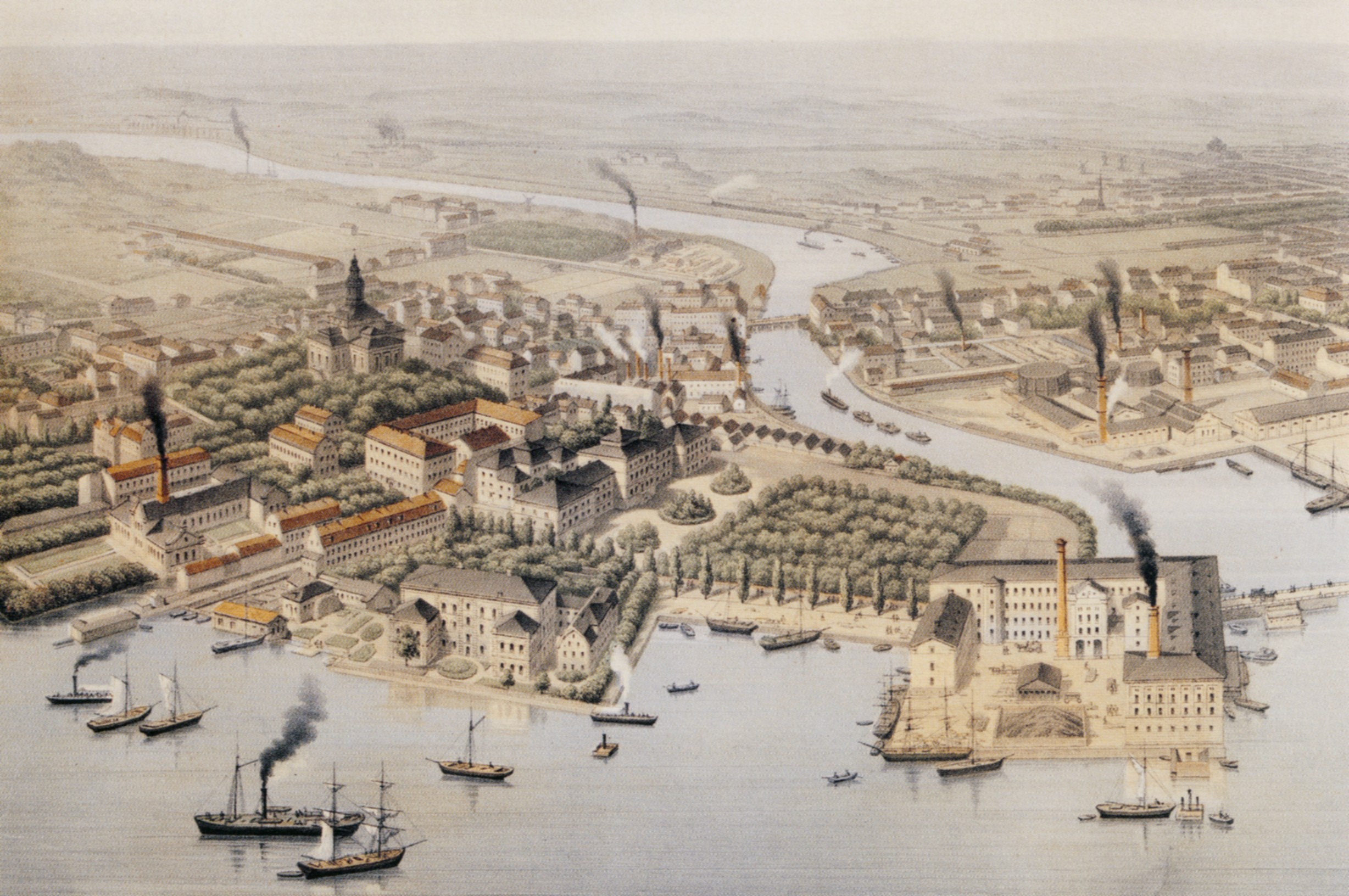
Östra Kungsholmen
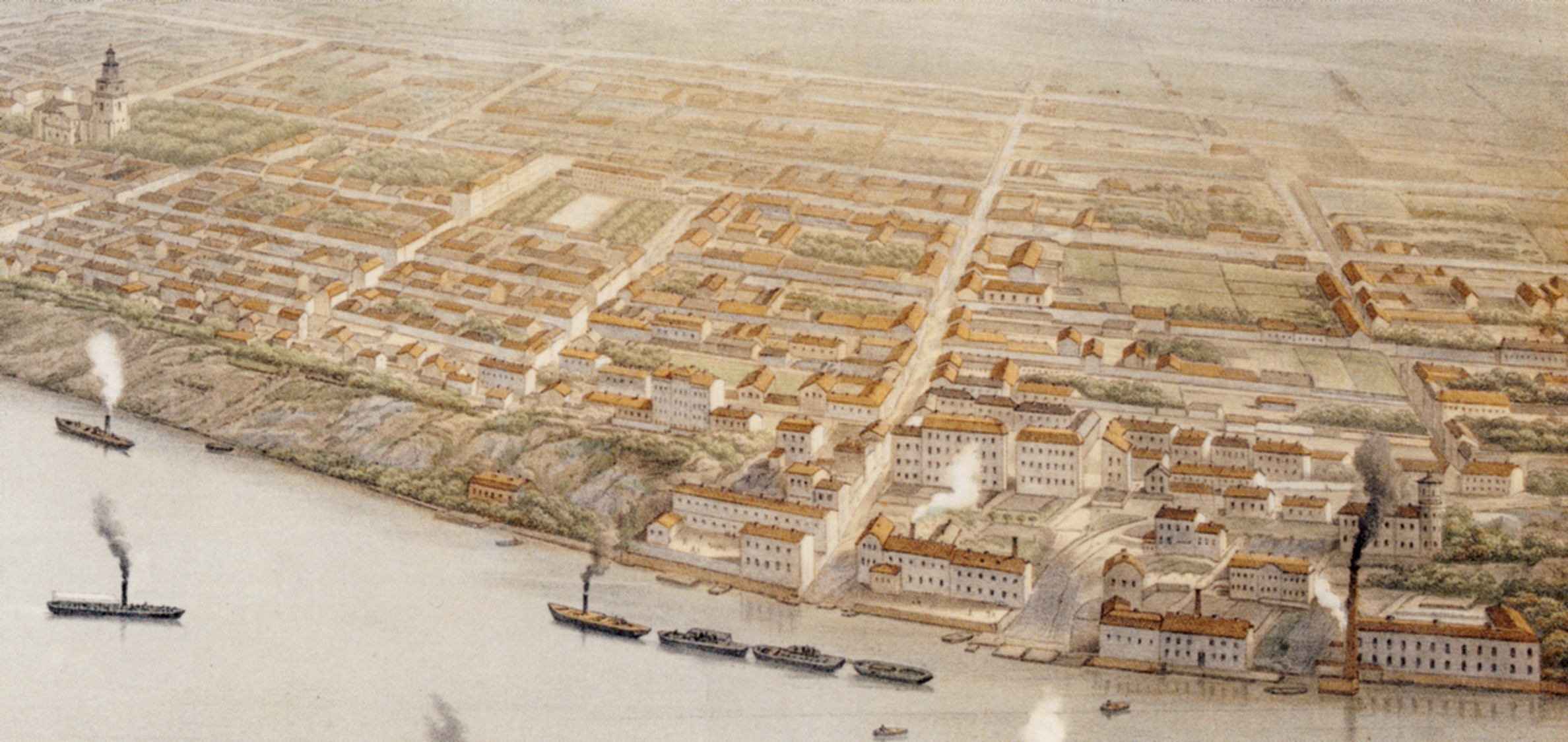
Södermalm
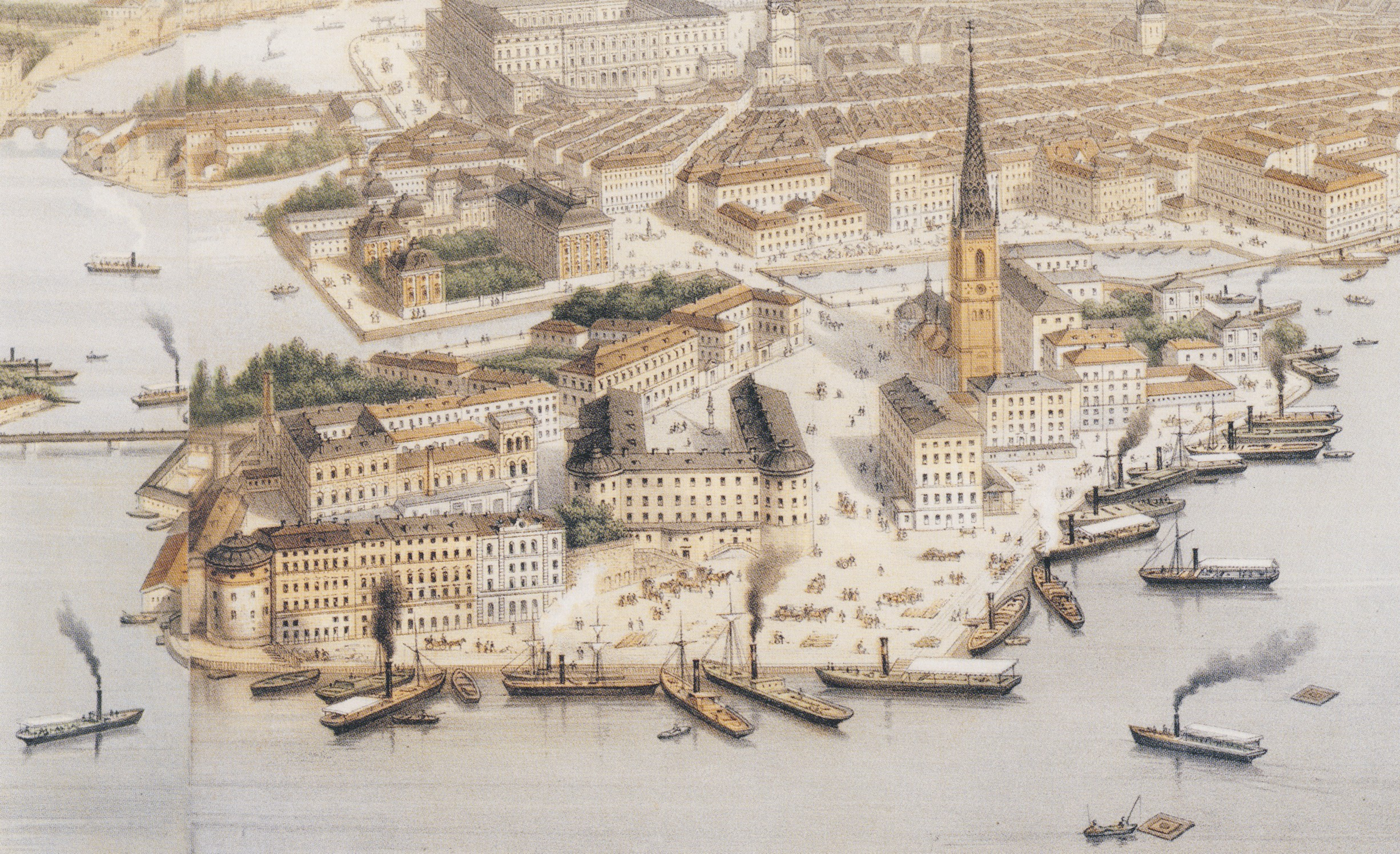
Riddarholmen